# Zaalvoetbalklub Sint-Truiden
Zaalvoetbalklub Sint-Truiden, kortweg ZVK Sint-Truiden, was een Belgische zaalvoetbalclub uit Sint-Truiden.

## Historiek
De club won in het seizoen 1992-'93 de Beker van België en werd tweemaal landskampioen, met name in het seizoen 1994-'95 en 1998-'99. Daarnaast won de club de BeNeCup voor Bekerwinnaars in het seizoen 1993-'94 en in augustus 1999 de Supercup.
In 2002 fuseerde de club met ZVK Kermt-Hasselt.

## Palmares
- Winnaar Supercup: 1999
- Winnaar Beker van België: 1993
- Landskampioen: 1995 en 1999